# Ла-Шапель-Реанвіль
Ла-Шапе́ль-Реанві́ль (фр. La Chapelle-Réanville) — колишній муніципалітет у Франції, у регіоні Нормандія, департамент Ер. Населення — 1137 осіб (2011).
Муніципалітет був розташований на відстані близько 80 км на захід від Парижа, 45 км на південний схід від Руана, 19 км на північний схід від Евре.

## Історія
До 2015 року муніципалітет перебував у складі регіону Верхня Нормандія. Від 1 січня 2016 року належав до нового об'єднаного регіону Нормандія.
1 січня 2017 року Ла-Шапель-Реанвіль, Сен-Жуст i Сен-П'єрр-д'Отій було об'єднано в новий муніципалітет Ла-Шапель-Лонгвіль.

## Демографія
Динаміка населення (Cassini   і INSEE ):
Розподіл населення за віком та статтю (2006):
| Стать | Всього | До 15 років | 15-24 | 25-44 | 45-64 | 65-85 | Понад 85 |
| --- | ------ | ----------- | ----- | ----- | ----- | ----- | -------- |
| Чоловіки | 531    | 137         | 74    | 133   | 132   | 55    | 0        |
| Жінки | 587    | 129         | 82    | 156   | 156   | 64    | 0        |
| \| Статево-вікова піраміда \| Статево-вікова піраміда \| Статево-вікова піраміда \| \| ----------------------- \| ----------------------- \| ----------------------- \| \| Чоловіки \| Вік \| Жінки \| \| 0 \| 85 + \| 0 \| \| 4 \| 80-84 \| 16 \| \| 12 \| 75-79 \| 16 \| \| 12 \| 70-74 \| 12 \| \| 27 \| 65-69 \| 20 \| \| 23 \| 60-64 \| 43 \| \| 31 \| 55-59 \| 27 \| \| 27 \| 50-54 \| 39 \| \| 51 \| 45-49 \| 47 \| \| 59 \| 40-44 \| 35 \| \| 47 \| 35-39 \| 66 \| \| 23 \| 30-34 \| 39 \| \| 4 \| 25-29 \| 16 \| \| 12 \| 20-24 \| 23 \| \| 62 \| 15-20 \| 59 \| \| 43 \| 10-14 \| 43 \| \| 59 \| 5-9 \| 31 \| \| 35 \| 0-4 \| 55 \| |        |             |       |       |       |       |          |
| Статево-вікова піраміда |        |             |       |       |       |       |          |
| Чоловіки | Вік    | Жінки       |       |       |       |       |          |
| 0 | 85 +   | 0           |       |       |       |       |          |
| 4 | 80-84  | 16          |       |       |       |       |          |
| 12 | 75-79  | 16          |       |       |       |       |          |
| 12 | 70-74  | 12          |       |       |       |       |          |
| 27 | 65-69  | 20          |       |       |       |       |          |
| 23 | 60-64  | 43          |       |       |       |       |          |
| 31 | 55-59  | 27          |       |       |       |       |          |
| 27 | 50-54  | 39          |       |       |       |       |          |
| 51 | 45-49  | 47          |       |       |       |       |          |
| 59 | 40-44  | 35          |       |       |       |       |          |
| 47 | 35-39  | 66          |       |       |       |       |          |
| 23 | 30-34  | 39          |       |       |       |       |          |
| 4 | 25-29  | 16          |       |       |       |       |          |
| 12 | 20-24  | 23          |       |       |       |       |          |
| 62 | 15-20  | 59          |       |       |       |       |          |
| 43 | 10-14  | 43          |       |       |       |       |          |
| 59 | 5-9    | 31          |       |       |       |       |          |
| 35 | 0-4    | 55          |       |       |       |       |          |

## Економіка
2010 року серед 776 осіб працездатного віку (15—64 років) 577 були активними, 199 — неактивними (показник активності 74,4%, у 1999 році було 73,2%). З 577 активних мешканців працювали 544 особи (291 чоловік та 253 жінки), безробітними було 33 (10 чоловіків та 23 жінки). Серед 199 неактивних 76 осіб було учнями чи студентами, 69 — пенсіонерами, 54 були неактивними з інших причин.

У 2010 році в муніципалітеті числилось 386 оподаткованих домогосподарств, у яких проживали 1116,0 особи, медіана доходів виносила 20 460 євро на одного особоспоживача